# Hot Sulphur Springs
Hot Sulphur Springs è un centro abitato (town) degli Stati Uniti d'America, capoluogo di contea della contea di Grand dello Stato del Colorado. Nel censimento del 2000 la popolazione era di 521 abitanti.

## Geografia fisica
Secondo i rilevamenti dell'United States Census Bureau, Hot Sulphur Springs si estende su una superficie di 2,0 km².